# Saint-André-en-Terre-Plaine
Saint-André-en-Terre-Plaine ist eine französische Gemeinde mit 159 Einwohnern (Stand 1. Januar 2022) im Département Yonne in der Region Bourgogne-Franche-Comté (vor 2016 Burgund); sie gehört zum Arrondissement  Avallon und zum Kanton Chablis (bis 2015 Guillon).

## Geographie
Saint-André-en-Terre-Plaine liegt etwa 55 Kilometer von Auxerre. Umgeben wird Saint-André-en-Terre-Plaine von den Nachbargemeinden Sceaux im Norden und Nordwesten, Trévilly im Norden, Cisery im Norden und Nordosten, Savigny-en-Terre-Plaine im Osten und Nordosten, Sauvigny-le-Beuréal im Osten und Südosten, Sainte-Magnance im Süden, Cussy-les-Forges im Westen und Südwesten sowie Magny im Westen.

## Bevölkerungsentwicklung
| Jahr                      | 1962 | 1968 | 1975 | 1982 | 1990 | 1999 | 2006 | 2013 |
| Einwohner                 | 245  | 250  | 175  | 183  | 193  | 186  | 189  | 170  |
| Quelle: Cassini und INSEE |      |      |      |      |      |      |      |      |

## Sehenswürdigkeiten
- Kirche Saint-André